# Augustów-kanalen
Augustów-kanalen (polsk: Kanał Augustowski, hviderussisk: Аўгустоўскі канал tr. Awhustowski kanal) er en kanal bygget i 1800-talet i nutidens nordøstlige Polen og nordvestlige Hviderusland (dengang en del af Kongrespolen). Den krydser vandskellet mellem floderne Wisła og Njemen. Kanalen er opkaldt efter byen Augustów, der er beliggende i det nordøstlige Polen nær den gamle grænse til Østpreussen.